# Golluts
Els golluts, també coneguts com a nans o nanos, van ser una comunitat d'homes i dones nans que van viure a la Vall de Ribes fins ben entrat el segle xx. El seu nom els ve pel fet que molts d'ells desenvolupaven el goll, una tumoració al coll que apareix a conseqüència de la falta de iode i una disfunció en el funcionament de la glàndula tiroide.

## Distribució
Als golluts se'ls relaciona amb la Vall de Ribes. Segons algunes fonts del segle xix, com la de l'historiador i periodista Miguel Morayta, els golluts vivien repartits en diferents poblacions i cases de la vall. Existia una comunitat instal·lada a la Vila d'Amunt de Ribes de Freser. També hi havia golluts en pobles propers com ara les Llosses, Ventolà, Batet, Tregurà, Vallfogona de Ripoll i d'altres. Tanmateix no sembla un fenomen exclusiu de la Vall de Ribes, ja que també se'n documenten a Gualba (Montseny) i en indrets de l'Aragó (al Moncayo), Castella (a la serra de Guadarrama) i Andalusia (a Almeria), tot i que alguns estudiosos creuen possible que es tractessin aquestes de comunitats o individus amb característiques patològiques diferents.

## Història
Malgrat existeixi documentació de la presència dels golluts a la vall de Ribes des del segle xviii, no serà fins a la segona meitat del segle xix que es farà ressò de la seva existència, quan Miguel Morayta, que estiuejava al Balneari Perramon prop de Ribes, els va descobrir el 1886. La seva troballa va motivar una correspondència amb l'antropòleg i zoòleg alacantí Manuel Antón Ferrándiz que va ser publicada al diari El Globo el 9 de setembre de 1886.

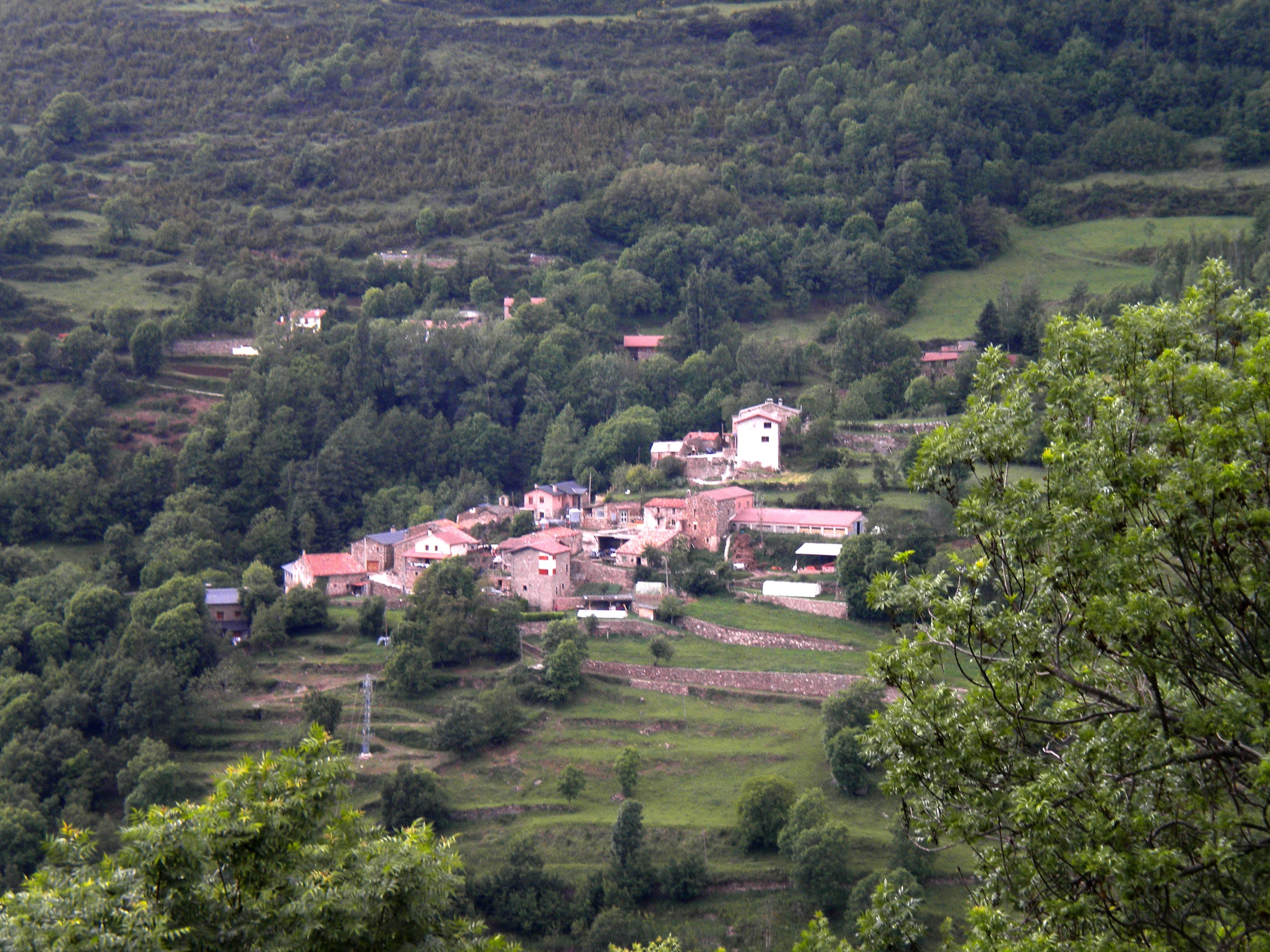
Vista del poble de Batet des del Bosc de Ribes, al terme municipal de Ribes de Freser.

Malgrat tot es fa difícil de traçar una història d'aquesta comunitat a causa de la marginalitat en la qual vivien. Molts cops eren objectiu de burles i menyspreus que no han deixat testimoni en les fonts. Les fonts episcopals (batejos, comunions, casaments, defuncions) tampoc no han aportat cap solució sobre l'origen d'aquesta comunitat, ja que als registres no hi assenyalaven les disfuncions fisíques o psicològiques. El més probable és que l'origen es trobi en llur pròpia marginalitat, ja que la unió de persones amb la mateixa malaltia la podria haver perpetuat generació rere generació.

## Patologia
S'associa la discapacitat dels golluts a una disfunció de la glàndula tiroides que facilita l'aparició del goll. Tanmateix altres factors poden influir en el desenvolupament de la malaltia, com ara un consum continuat d'aigües poc iodades o l'absència de peix a la dieta. Aquestes mancances poden desencadenar, després de vàries generacions, una població de poca estatura i goll endèmic.

## Aspecte físic
Ens han arribat algunes fotografies i descripcions contemporànies dels golluts. 
| « | d'un metre i quinze centímetres d'altura, amb el metacarpi excesivament desenvolupat, bastant amples de malucs, amb trets facials molt característics i homogenis, poc dimorfisme sexual, cabells rossos, malgirbats, cara rodoa, pòmuls prominents i mandíbula molt desenvolupada que els dona una aparença quadrada (sic). El nas xato, la boca gran i els llabis carnosos. Els ulls horitzontals; els lacrimals estan més baixos que l'extrem dels ulls, dotant-los d'un aire oriental. Tots els homes són barbamecs | » |

La Vanguardia (21 d'agost de 1886)